# August Cordes
Karl August Seth Cordes (* 29. Dezember 1859 in Trankebar, Indien; † 21. Januar 1936 in Klotzsche bei Dresden) war ein deutscher evangelisch-lutherischer Pfarrer.
August Cordes wurde 1859 als Sohn des Missionars Heinrich Cordes in der indischen Kleinstadt Trankebar geboren. Nach dem Besuch des Nikolaigymnasiums in Leipzigs war er 1884 als Hilfsgeistlicher in Hamburg tätig. 1886 wurde er als Pfarrer nach Oberalbertsdorf berufen, bereits zwei Jahre später trat er die Stelle des Rektors des Diakonissenhauses in Philadelphia an. Berufungen als Pfarrer in Frankfurt am Main 1892 und als Pfarrer an St. Johannis in Hamburg-Harvestehude 1904 folgten. Als Oberkirchenrat wurde er 1912 Superintendent und Thomaspfarrer in Leipzig. Als solcher gehörte er verfassungsgemäß von Amts wegen von 1913 bis zur Abschaffung der konstitutionellen Monarchie im Königreich Sachsen im November 1918 der I. Kammer des Sächsischen Landtags an. Cordes wurde 1924 emeritiert. Er starb 1936 in Klotzsche.

## Schriften (Auswahl)
- Die St. Johannisgemeinde in Harvestehude. Denkschrift zur Feier des 25jährigen Bestehens der St. Johannis-Kirche, Hamburg 1907.
- Für Glauben und Leben. Ein Botschafterdienst für Denkende und Suchende, Hamburg 1913.
- Heinrich Cordes, der Vater der neueren lutherischen Tamulenmission. 80 Seiten, Leipzig [1915].